# Offerkärl

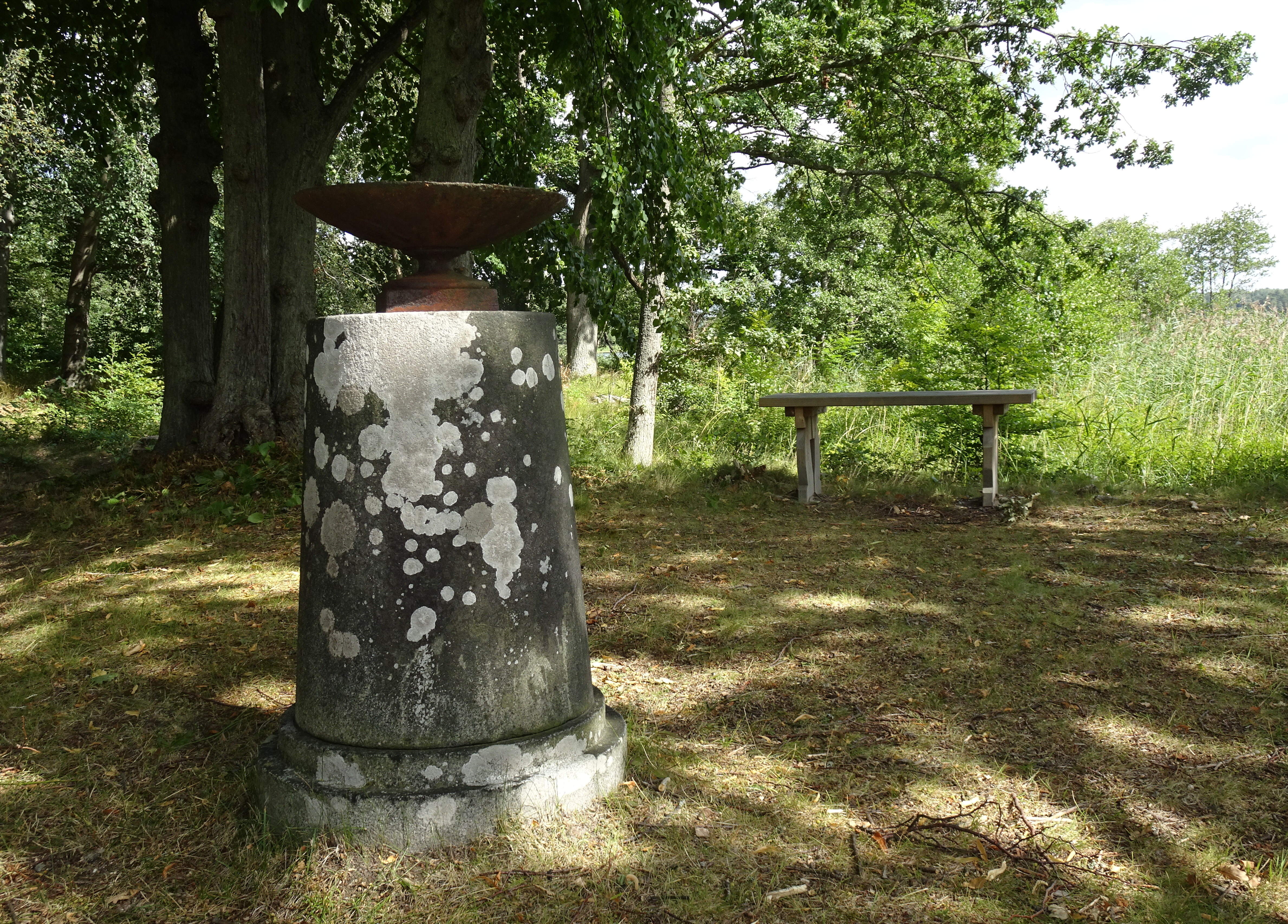
En offerskål i Engelska parken vid Rydboholms slott.

Ett offerkärl eller en offerskål är vanligtvis en behållare med gåvor som offrats. En del kärl grävdes ner i gravar medan andra grävdes ner enskilt. En del kärl var dyrbara och användes i ceremonier. Offerkärl har påträffats på flera platser i världen, förutom norra Europa även i Egypten, Kina och Amerika.
Offerkärl kan också vara en i sten uthuggen grop som tros ha använts vid ceremonier.